# یاسوجی موری
یاسوجی موری (انگلیسی: Yasuji Mori; ۲۸ ژانویهٔ ۱۹۲۵ – ۵ سپتامبر ۱۹۹۲) پویانما، و کارگردان فیلم اهل ژاپن بود.